# Rex Tillerson
Rex Wayne Tillerson (sinh ngày 23 tháng 3 năm 1952) là một doanh nhân, chính trị gia người Mỹ. Ông là chủ tịch và giám đốc điều hành (CEO) của ExxonMobil giai đoạn 2006-2016 và là Ngoại trưởng Hoa Kỳ giai đoạn 2017-2018.
Tillerson bắt đầu sự nghiệp của mình với vị trí kỹ sư và có bằng cử nhân xây dựng dân dụng từ Đại học Texas ở Austin. Tillerson gia nhập Exxon vào năm 1975, và năm 1989 đã trở thành tổng giám đốc của bộ phận sản xuất trung tâm Exxon Mỹ. Năm 1995, ông trở thành chủ tịch của Exxon Yemen Inc. và Esso Exploration and Production Khorat Inc. Năm 2006, Tillerson được bầu làm chủ tịch và giám đốc điều hành của Exxon, công ty lớn thứ 6 thế giới về doanh thu. Trên thực tế, Tillerson đã nghỉ hưu tại Exxon từ ngày 31 tháng 12 năm 2016, và người kế nhiệm ông là Darren Woods. Ông là thành viên của Học viện kỹ thuật quốc gia.
Năm 2010, ông nhậm chức Chủ tịch Hội nam sinh hướng đạo Hoa Kỳ (2010-2012).
Vào ngày 13 tháng 12 năm 2016, tổng thống đắc cử Donald Trump tuyên bố rằng Tillerson sẽ là ứng cử viên của mình cho chức vụ Ngoại trưởng Mỹ. Ông là một cộng tác viên lâu năm của các chiến dịch của đảng Cộng hòa. Mối quan hệ kinh doanh chặt chẽ Tillerson với Tổng thống Nga Vladimir Putin đã tạo ra tranh cãi, đặc biệt là xem xét những tiết lộ về giao dịch kinh doanh của Putin trong các hồ sơ Panama. Năm 2014 Tillerson phản đối mạnh mẽ các biện pháp trừng phạt chống lại Nga. Ông từng là giám đốc Công ty Dầu khí liên doanh giữa Mỹ và Nga - Exxon Neftegas. Ông cũng từng đảm nhiệm chức vụ giám đốc các công ty dầu khí chung Mỹ-Nga Exxon Neftegas. Vào tháng 1 năm 2017, người ta tiết lộ rằng trong khi Tillerson là một giám đốc cao cấp của ExxonMobil, một liên doanh châu Âu kêu gọi Infineum tiến hành kinh doanh với Iran, Syria, Sudan và khi đó, những quốc gia đang chịu lệnh trừng phạt từ Mỹ.
Ngày 13 tháng 3 năm 2018, Tổng thống Donald Trump bất ngờ sa thải ông và đưa Giám đốc CIA Mike Pompeo lên thay. Trước đó Tillerson và Trump đã có nhiều bất đồng quan điểm về vấn đề Nga- Mĩ; phi hạt nhân hóa bán đảo Triều Tiên...

## Thời trẻ
Tillerson sinh ngày 23 Tháng 3 năm 1952, tại Wichita Falls, Texas, là con trai của Patty Sue (nhũ danh Patton) và Bobby Joe Tillerson. Hoạt động trong Hội Nam Hướng đạo Mỹ phần lớn cuộc đời của mình, ông từng đạt được danh hiệu Hướng đạo Đại bàng ưu tú vào năm 1965.
Tillerson nhận bằng cử nhân kỹ sư xây dựng dân dụng từ Đại học Texas ở Austin vào năm 1975. Trong suốt thời gian của mình tại UT Austin, ông đã tham dự câu lạc bộ Tejas, Longhorn Band, và Alpha Phi Omega. Năm 2006, ông được bầu chọn người tốt nghiệp kỹ thuật xuất sắc.